# Mona Hala
Mona Hala (en árabe: منى هلا‎; nacida el 25 de octubre de 1985) es una actriz y presentadora egipcia-austriaca.

## Biografía
Hala nació en Egipto de padre austriaco y madre egipcia, su padre murió cuando era niña, por lo que se quedó con su madre en Egipto. Obtuvo una licenciatura de la Universidad Ain Shams en Alemán y comenzó su carrera como presentadora en programas de televisión para niños. Debutó como actriz en la serie Lucky guys en 2001, luego apareció en la serie de televisión The Imperator con Hussein Fahmi e Ilham Chahine, interpretó a Fawzia de Egipto en King Farouq en 2008 y en Una reina en el exilio en 2010. Participó en las películas Seb wana seeb (2004), Zaki shan (2005), Seven colors of sky (2007), By nature colors, The Glimpse (2009) y Radio Love (2011).
Hala es conocida como una de las celebridades que participó en la revolución egipcia de 2011. Es conocida por sus ideas de izquierda, feministas y socialistas. También defiende los derechos de los homosexuales.
En 2018 se casó con su novio estadounidense, Tomas, quien se convirtió al Islam con fines matrimoniales, Ella se hizo vegana después de conocer a su novio.

## Filmografía

### Series
- Lucky guys in 2001
- The imperator in 2002
- Shabab online 2 in 2003
- The other side of beach in 2004
- New Egypt in 2004
- Tamea Caviar in 2005
- Cairo welcome you in 2006
- Mowaten bedarajat wazeer in 2006
- Heaven victory in 2006
- El-Andaleeb in 2006
- And The love is strongest in 2006
- Seket eli yeroh in 2006
- Wounded hearts club in 2007
- King Farouq in 2007
- Girls in thirty in 2008
- Ada Alnahar in 2008
- Dead heart in 2008
- Days of horor and love in 2008
- Lamba show in 2008
- The hearts is back in 2008
- The high school in 2009
- Haramt ya baba in 2009
- Love story in 2010
- The truth of illusions in 2010
- quarter problem in 2010
- Leaving with sun in 2010
- Haramt ya baba 2 in 2010
- A queen in exile in 2010
- The other october in 2010
- Years of love and salt in 2010
- The university in 2011
- Aroset yaho in 2012
- Robe mashakel spacy in 2012
- Teery ya tayara in 2012
- Alf salama in 2013
- The best days in 2013

### Películas
- Albasha Altelmed in 2004
- Seeb wana seeb in 2004
- Zaki shan in 2005
- Seven colors of sky in 2007
- The Baby Doll Night in 2008
- Cairo time in 2009
- The Glimpse in 2009
- In nature colors in 2009
- Radio love in 2011
- The Field in 2011
- Midnight party in 2012
- Paparazzi in 2015
- Hamam sakhen in 2018
- Exterior night in 2018

- Jahin quarters in 2004
- Close up in 2005
- House from meat 2005
- Akbar Alkabaer in 2007